# Agylla sanguivitta
Agylla sanguivitta là một loài bướm đêm thuộc phân họ Arctiinae, họ Erebidae.